# Dayanara Torres
Dayanara Torres Delgado (San Juan, 28 de outubro de 1974) é uma rainha da beleza, apresentadora de TV e atriz portorriquenha, eleita Miss Universo 1993 em 21 de maio daquele ano na Cidade do México. Na ocasião, ela derrotou outras 78 candidatas, para conquistar o terceiro título deste concurso para seu país.

## Biografia
Nascida do pequeno e pobre subúrbio de Toa Alta, perto da capital San Juan de Porto Rico, Dayanara estava no último ano do curso secundário e se preparava para cursar odontologia quando foi descoberta por dois olheiros do concurso nacional Miss Porto Rico. Eleita Miss Toa Alta e Miss Porto Rico em seguida, foi representar seu país no Miss Universo na Cidade do México, onde conquistou a coroa de mais bela do universo aos 18 anos de idade.

### Vida pós-concursos
Depois de passar sua coroa no ano seguinte, ela seguiu carreira na área do entretenimento, gravando um disco em 1997, apresentando programas de televisão, participando de séries e novelas na TV americana e estrelando filmes em seu país e na Ásia. Virando celebridade de primeiro porte nas Filipinas, onde coroou a sucessora Sushmita Sen em 1994, ela viveu no país por cinco anos após seu reinado, fazendo carreira no cinema local, chegando a viver por quatro anos com o ator Aga Muhlach, um dos mais populares e importantes do país. Embaixadora da UNICEF, desde então, junto com sua carreira artística, viaja o mundo em prol da organização e criou uma fundação, Dayanara Torres Foundation, dedicada a proporcionar educação a crianças pobre em seu país e nas Filipinas.
Dayanara casou-se discretamente no ano 2000 com o cantor de salsa Marc Anthony com quem teve dois filhos (Cristian e Ryan), divorciando se de vez em 2004, após uma separação momentânea e reconciliação mútua em 2002, então renovando seus votos numa cerimônia considerada até então uma das mais caras entre as celebridades locais, realizada na catedral de San Juan. Hoje vive em Los Angeles, Califórnia.
Em novembro de 2018 ela ficou noiva do produtor de filmes Louis D’Esposito  e em fevereiro de 2019 ela anunciou em seu Instagram que sofria de melanoma, um tipo de câncer de pele.